# 持続可能性環境省

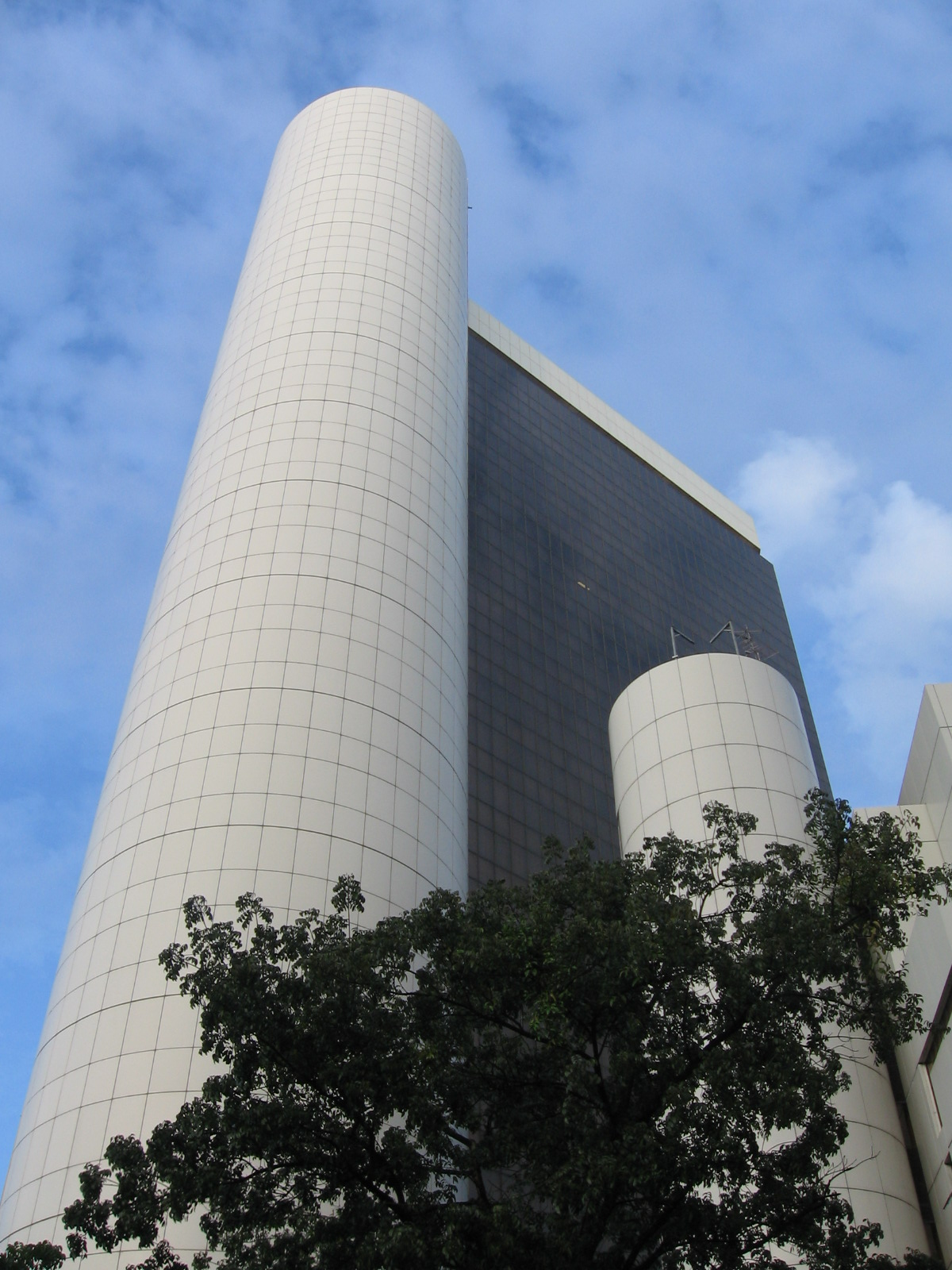
スコッツ・ロードにある環境省本部

持続可能性環境省（英語: Ministry of Sustainability and the Environment、MSE、中国語: 永续发展与环境部、マレー語: Kementerian Kemampanan dan Sekitaran）は、シンガポールの省のひとつ。2010年現在、115人が雇用されている。

## 歴史
1972年に環境省として設立され、その後2004年に環境・水資源省に改名される。さらに2020年に持続可能性環境省に改名された。

## 環境省の管轄する法定機関
- National Environment Agency (NEA)
- Public Utilities Board (PUB)
- Singapore Food Agency (SFA)